# 撫水州
撫水州是唐代黔州都督府所屬的一個羈縻州，領縣四：撫水縣、古勞縣、多蓬縣、京水縣。其轄地在今廣西省一帶地方，是唐代招撫當地土著所設置的州縣，由其頭人蒙姓任州官，宋代屬夔州路紹慶府。天禧元年五月八日，詔改撫水州為安化州，撫水縣為歸仁縣，京水縣為長寧縣。